# 山城ダム
山城ダム（やましろダム）は、沖縄島中部を流れる天願川上流に建設されたダムである。当初は天願ダム（てんがんダム）と呼ばれていた。アメリカ軍によって建設され、1964年7月に着工、1967年5月に完成し、琉球水道公社の管理となった。完成後、余水吐きの下流にチェックダムが追加され地盤強化も行われている。1972年（昭和47年）の沖縄返還に伴い沖縄県企業局の管理となった。1998年4月1日に天願ダムから山城ダムへ名称変更された。